# Il rullo compressore e il violino
Il rullo compressore e il violino (in russo Каток и скрипка?, Katok i Skripka) è un mediometraggio del 1961 diretto da Andrej Tarkovskij, saggio di regia con il quale egli si diplomò al VGIK di Mosca.

## Trama
Sasha è un bambino che sta imparando a suonare il violino e vive con la madre e la sorella in una vecchia casa di Mosca. Ogni mattina deve percorrere la strada per recarsi alla scuola di musica, tentando di evitare altri bambini che lo bullizzano e lo infastidiscono. Un giorno è fortunato poiché Sergej, un operaio conducente di un rullo compressore, dice loro di lasciarlo in pace.
Nella scuola di musica suona magnificamente, ma la sua insegnante, la quale è più interessata alla forma e all’ordine, soffoca la sua creatività con un metronomo. Sulla via del ritorno verso casa Sasha incontra nuovamente Sergey, che gli consente di aiutarlo con il rullo compressore. I due pranzano assieme e affrontano diverse avventure camminando per la città. Osservano una palla da demolizione che abbatte un decrepito edificio, rivelando sullo sfondo uno dei grattacieli del complesso conosciuto come Sette Sorelle. Sergej racconta storie sulla guerra e Sasha suona il violino per il suo nuovo amico. Si mettono d’accordo per vedere un film insieme, ma i piani vengono stravolti dalla madre. Sasha tenta di scappare dall’appartamento e nella scena finale si può osservare Sasha che corre verso il rullo compressore in una sequenza simile a un sogno.